# Eupithecia yangana
Eupithecia yangana là một loài bướm đêm trong họ Geometridae.